# Carlos Alberto Petrucci

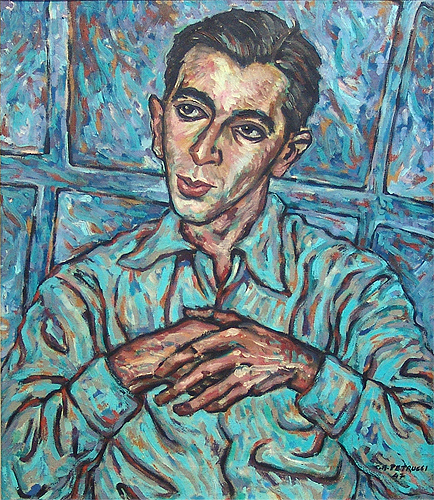
Retrato de José Lewgoy, óleo sobre tela, 1947, acervo do Museu de Arte do Rio Grande do Sul Ado Malagoli.

Carlos Alberto Petrucci (Pelotas, 23 de outubro de 1919 – Porto Alegre, 8 de junho de 2012) foi um pintor, desenhista, gravador e cenógrafo brasileiro.
Estudou desenho com o pintor Adail Bento Costa no Conservatório de Pelotas. Transferiu-se para Porto Alegre em 1938. Autodidata, filiou-se à Associação Riograndense de Artes Plásticas Francisco Lisboa, levando seu trabalho ao público, pela primeira vez, em 1942, no VI Salão desta instituição.
Em 1947 realizou a sua primeira exposição individual, no auditório do jornal Correio do Povo. No ano de 1952 participou, com uma gravura, do primeiro álbum editado pelo Clube da Gravura de Porto Alegre, que recebeu o Prêmio Pablo Picasso da Paz.
Entre 1948 e 1959 colaborou com o Teatro do Estudante, realizando cenários para seis peças teatrais. Em 1961, 1962 e 1963, a convite do Serviço Estadual de Turismo do Rio Grande do Sul, realizou uma série de cartazes para divulgação do estado no Brasil e no exterior.
Sua expressão mais conhecida foi o fotorrealismo que desenvolveu na década de 1970, conforme assinala José Francisco Alves: "A partir de fotografias de paisagens predominantemente urbanas, as quais ele não era o autor, Petrucci começou a reproduzi-las, impecavelmente, retirando das cenas o que considerava 'ruído visual', como postes, antenas, letreiros e, principalmente, as pessoas. Podemos com isso entendê-lo como uma espécie de predecessor do processo análogo de limpeza digital, feita por softwares como o Photoshop."

## Premiações
- 1943 — Medalha de Bronze em Pintura, no III salão do Instituto de Belas Artes, em Porto Alegre
- 1951 — Medalha de Prata em Pintura, no V Salão da Associação Francisco Lisboa, em Porto Alegre
- 1953 — Medalha de Ouro em Pintura, no I Festival de Artes de Bento Gonçalves, no Rio Grande do Sul
- 1954 — Prêmio Aquisisição no IV Salão da Associação Francisco Lisboa, em Porto Alegre
- 1955 — 2º Prêmio em Desenho, no III Salão da Câmara Municipal de Porto Alegre e Prêmio Aquisição, no VII salão da Associação Francisco Lisboa, em Porto Alegre
- 1960 — Prêmio Aquisição, no XII Salão da Associação Francisco Lisboa, em Porto Alegre
- 1972 — Medalha de Prata em Pintura, do Sesquicentenário da Independência do Brasil, em Porto Alegre
- 1975 — Prêmio Aquisição de Pintura, no III Salão de Artes Visuais da UFRGS, em Porto Alegre
- 1977 — Prêmio aquisição de Pintura, no IV Salão de Artes Visuais da UFRGS, em Porto Alegre

## Obras em acervo
- Museu de Arte do Rio Grande do Sul Ado Malagoli
- Pinacoteca Aldo Locatelli, da Prefeitura de Porto Alegre
- Pinacoteca APLUB
- Galeria da Assembleia Legislativa do Rio Grande do Sul
- Pinacoteca do Instituto de Artes da UFRGS
- Museu de Arte de Santa Catarina